# La llamada (2017)
La llamada és una pel·lícula espanyola de 2017 dirigida per Javier Ambrossi i Javier Calvo, basada en una obra teatral dels mateixos autors. S'ha doblat al català amb el mateix títol original.

## Argument
La María i la Susana són dues adolescents que passen l'estiu en un campament cristià anomenat "La brúixola", al que van des que eren petites. Les dues noies senten passió per la música, en concret pel reggaeton i l'electro-latin, però les aparicions divines a María faran que la seva vida canviï. El film tracta els temes de la llibertat individual, l'adolescència i la religió.

## Repartiment
- Macarena García: María Casado
- Anna Castillo: Susana Romero
- Belén Cuesta: Milagro
- Gracia Olayo: Sor Bernarda de los Arcos
- Richard Collins-Moore: Déu
- María Isabel Díaz: Yanice
- Secun De La Rosa: Carlos
- Esti Quesada: Marta
- Mar Corzo: Sor Chelo (Chos)
- Loli Pascua: Sor Loli

## Música
La banda sonora i el tema principal "La llamada" va ser encarregat al músic madrileny Leiva que ha aconseguit un doble disc d'or pel tema, la nominació als Premis Gaudí a millor música original i la nominació als Premis Goya com a millor cancó.

## Premis i nominacions
- 2018: Premis Gaudí: Premi del públic a la Millor Pel·lícula
- 2018: Premis Feroz: Millor Pel·lícula (Comèdia), Millor Tràiler
- 2018: Premis ASECAN: Millor Direcció de Fotografía[4]
- 2018: Premis Goya (nominacions): Millor Direcció Novell, Millor Guió Adaptat, Millor Actriu de repartiment, Millor Cançó original

## Recaptació i espectadors
Durant el seu primer cap de setmana d'estrena, la pel·lícula va recaptar quasi mig milió d'euros (496.923 €), aconseguint una recaptació total de més de 2.700.000 € i més de 483.000 espectadors acumulats (dada:gener 2018)